# 尤爾伊夫卡 (克羅皮夫尼茨基區)
47°45′51″N 32°8′21″E / 47.76417°N 32.13917°E
尤爾伊夫卡（烏克蘭語：Юр'ївка）是位於烏克蘭中部的村莊，由基洛夫格勒州克羅皮夫尼茨基區的克特里薩尼夫卡市鎮負責管轄。該村面積0.31平方公里，海拔高度76米，2001年人口8，人口密度每平方公里26.1人。